# Liste der Kulturdenkmale in Radebeul-Lindenau

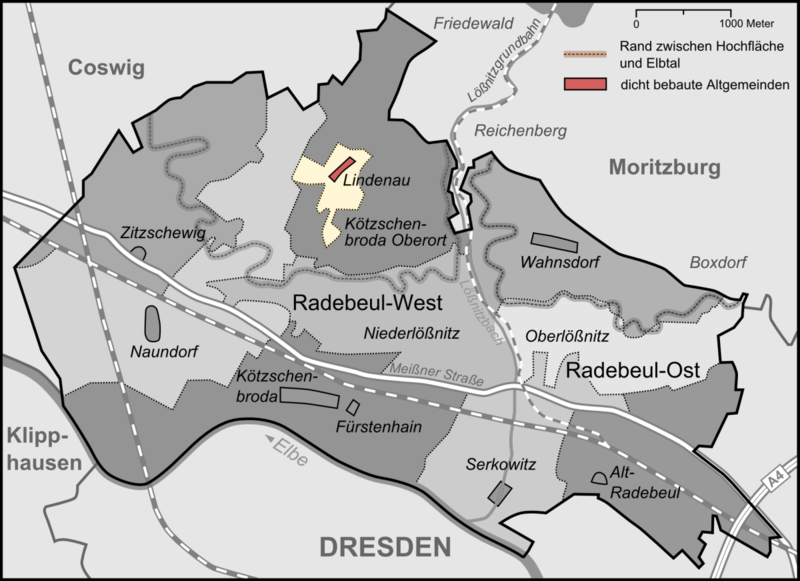
Übersicht über die Lage der Radebeuler Stadtteile, Lindenau farblich markiert

Die Liste der Kulturdenkmale in Radebeul-Lindenau gibt eine Übersicht über die Kulturdenkmale im Stadtteil Lindenau der sächsischen Stadt Radebeul anhand des Stands der Denkmalliste vom 24. Mai 2012. Alle Objekte liegen am Ortskern Altlindenau.
Eine weitere Liste zeigt ehemalige Bau- und Kulturdenkmale dieses Stadtteils.
Einen Überblick über die Radebeuler Kulturdenkmale gibt die Liste der Kulturdenkmale in Radebeul, eine Zusammenfassung aller Adressen mit Kulturdenkmalen gibt die Liste der Kulturdenkmaladressen in Radebeul. Die Zuordnung der Straßen zum Stadtteil findet sich in der Liste der Straßen und Plätze in Radebeul-Lindenau.
Grundlage der Auflistung sind die angegebenen Quellen. Diese Angaben ersetzen nicht die rechtsverbindliche Auskunft der zuständigen Denkmalschutzbehörde.

## Legende
Die in der Tabelle verwendeten Spalten listen die im Folgenden erläuterten Informationen auf:
- Name, Bezeichnung: Bezeichnung des einzelnen Objekts.
- Adresse, Lage: Heutige Straßenadresse, Lagekoordinaten.
- Kennung: Die von der Denkmalpflege verwendete Kennung für Nebenobjekte (z. B. Adressen ohne und mit „a“, Adresse mit 9000er Angabe, dazu Ergänzungen mit „-I“).
- Datum: Besondere Baujahre, so weit bekannt oder ableitbar, teilweise auch Datum der Ersterwähnung der Liegenschaft.
- Baumeister, Architekten: Baumeister, Architekten und weitere Kunstschaffende.
- Denkmalumfang, Bemerkung: Nähere Erläuterung über den Denkmalstatus, Umfang der Liegenschaft und ihre Besonderheiten.[1]
- Bild: Foto des Hauptobjekts.

## Liste der Kulturdenkmale
| Name, Bezeichnung          | Adresse, Koordinaten  | Kennung          | Datum            | Baumeister, Architekten | Denkmalumfang, Bemerkung                                                | Bild                                      |
| -------------------------- | --------------------- | ---------------- | ---------------- | ----------------------- | ----------------------------------------------------------------------- | ----------------------------------------- |
| Bauernhof Altlindenau 18   | Altlindenau 18 (Lage) |                  | 1847             |                         | Wohnstallhaus mit Anbau                                                 | Bauernhof Altlindenau 18                  |
| Bauernhof Altlindenau 18   | Altlindenau 18 (Lage) | Altlindenau 9018 |                  |                         | Seitengebäude zum Wohnstallhaus                                         | Bauernhof Altlindenau 18                  |
| Bauernhof Altlindenau 20   | Altlindenau 20 (Lage) |                  | Anfang 19. Jh.   |                         | Wohnstallhaus, Scheune und Einfriedung eines Bauernhofs                 | Bauernhof Altlindenau 20                  |
| Bauernhof Altlindenau 20   | Altlindenau 20 (Lage) | Altlindenau 9020 | Anfang 19. Jh.   |                         | Scheune zum Wohnstallhaus                                               | Scheune des Bauernhofs Altlindenau 20     |
| Bauernhof Altlindenau 24   | Altlindenau 24 (Lage) |                  | Anfang 19. Jh.   |                         | Wohnstallhaus, Scheune und Einfriedung                                  | Bauernhof Altlindenau 24                  |
| Bauernhof Altlindenau 24   | Altlindenau 24 (Lage) | Altlindenau 9024 | Anfang 19. Jh.   |                         | Scheune zum Wohnstallhaus                                               | Scheune des Bauernhofs Altlindenau 24     |
| Bauernhof Altlindenau 26   | Altlindenau 26 (Lage) |                  | 1892/93          |                         | Wohnstallhaus und Scheune eines kleinen Bauernhofs                      | Bauernhof Altlindenau 26                  |
| Bauernhof Altlindenau 26   | Altlindenau 26 (Lage) | Altlindenau 9026 | Anfang 19. Jh.   |                         | Scheune zum Wohnstallhaus                                               | Bauernhof Altlindenau 26                  |
| Dreiseithof Altlindenau 28 | Altlindenau 28 (Lage) |                  | 1881, 1898, 1912 |                         | Wohnstallhaus und Scheune eines Dreiseithofs                            | Bauernhof Altlindenau 28                  |
| Dreiseithof Altlindenau 28 | Altlindenau 28 (Lage) | Altlindenau 9028 | Anfang 19. Jh.   |                         | Scheune zum Wohnstallhaus                                               | Scheune des Bauernhofs Altlindenau 28     |
| Bauernhof Altlindenau 33   | Altlindenau 33 (Lage) |                  | um 1850, 1876    |                         | Wohnhaus, Scheune, Toreinfahrt und Einfriedung eines kleinen Bauernhofs | Bauernhof Altlindenau 33                  |
| Bauernhof Altlindenau 33   | Altlindenau 33 (Lage) | Altlindenau 9033 |                  |                         | Scheune zum Wohnstallhaus, davor die Toreinfahrt                        | Bauernhof Altlindenau 33: Scheune und Tor |

## Liste ehemaliger Bau- / Kulturdenkmale
| Name, Bezeichnung       | Adresse, Koordinaten | Datum         | Baumeister, Architekten | Denkmalumfang, Bemerkung                                   | Bild                    |
| ----------------------- | -------------------- | ------------- | ----------------------- | ---------------------------------------------------------- | ----------------------- |
| Bauernhof Altlindenau 1 | Altlindenau 1 (Lage) | Mitte 19. Jh. |                         | Denkmalschutz nach 2008 aufgehoben. Bauernhaus mit Scheune | Bauernhof Altlindenau 1 |

## Anmerkung
1. ↑  Diese Liste entspricht möglicherweise nicht dem aktuellen Stand der offiziellen Denkmalliste. Diese kann über die zuständigen Behörden eingesehen werden. Daher garantiert das Vorhandensein oder Fehlen eines Bauwerks oder Ensembles in dieser Liste nicht, dass es zum gegenwärtigen Zeitpunkt ein eingetragenes Denkmal ist oder nicht. Eine verbindliche Auskunft erteilt das Landesamt für Denkmalpflege Sachsen oder die Untere Denkmalbehörde.